# Johanne
Johanne ist ein weiblicher Vorname.

## Herkunft und Bedeutung
Johanne ist eine Abwandlung des Vornamens Johanna, die weibliche Form des Namens Johannes. Der latinisierte Name Johannes geht auf die griechische Form des hebräischen יוחנן (Jochanan) zurück und bedeutet „der Herr ist gnädig“. Somit kann der Name als Ausdruck einer als Geschenk aufgefassten Geburt verstanden werden.

## Namensträgerinnen
- Johanne Büchting (1924–2019), Ehrenvorsitzende der Friedlandhilfe e.V.
- Johanne Kippenberg (1842–1925), deutsche Lehrerin und Schulleiterin
- Johanne Friederike Lohmann (1749–1811), deutsche Schriftstellerin